# Seznam zahraničních cest Amíra Chána Muttákiho
Toto je seznam zahraničních cest, které uskutečnil Amír Chán Muttáki jako úřadující ministr zahraničí Afghánistánu, což je funkce, kterou zastává od převzetí moci Tálibánem v Afghánistánu v roce 2021. Muttáki je na seznamu představitelů Tálibánu sankcionovaných podle rezoluce Rady bezpečnosti Organizace spojených národů z roku 1988, která zahrnuje zákaz cestování, ačkoli byl mezi 13 členy, kterým byla udělena výjimka umožňující cestování. Přestože byla dříve několikrát prodloužena, Rada bezpečnosti výjimku 19. srpna 2022 neobnovila, čímž zpochybnila Muttákiho schopnost cestování do zahraničí.
V květnu 2023 byla Muttákimu na žádost Pákistánu udělena Radou bezpečnosti OSN jednorázová výjimka na cestu do Pákistánu. Zúčastnil se třístranného dialogu ministrů zahraničí Číny, Pákistánu a Afghánistánu v Islámábádu.

## Seznam
|    | Stát         | Místa     | Detaily | Termíny                       | Obrázky |
| -- | ------------ | --------- | --- | ----------------------------- | ------- |
| 1  | Katar        | Dauhá     | První setkání mezi představiteli Tálibánu a USA od převzetí moci Tálibánem. Muttáki vedl delegaci, která se setkala s americkou delegací vedenou zástupcem ředitele CIA Davidem Cohenem a zvláštním vyslancem USA pro Afghánistán Tomem Westem. Diskutovalo se o politických otázkách a humanitární pomoci. Muttáki také vystoupil v Centru pro konfliktní a humanitární studia institutu v Dauhá a setkal se s čínským ministrem zahraničí Wang Imem. | 9.–26. října 2021             |         |
| 2  | Pákistán     | Islámábád | Setkal se s pákistánským ministrem zahraničí Šáhem Mahmúdem Kuréšim, aby projednal obchod a vztahy. | 10. listopadu 2021            |         |
| 3  | Katar        | Dauhá     | Setkal se s místopředsedou vlády Kataru a ministrem zahraničí Mohammedem bin Abdulrahmánem Ál Tháním a diskutoval o vztazích, lidských právech, terorismu a humanitární pomoci. | 27. listopadu 2021            |         |
| 4  | Pákistán     | Islámábád | Vystoupil na zvláštním zasedání Organizace islámské spolupráce svolané k řešení krize v Afghánistánu. | 19. prosince 2021             |         |
| 5  | Írán         | Teherán   | Setkal se s vůdci rebelů k mírovým rozhovorům. Také se setkal s íránským ministrem zahraničí Hossajnem Amír-Abdollahjánem. | 9.–10. ledna 2022             |         |
| 6  | Turkmenistán | Ašchabad  | Setkal se s viceprezidentem Turkmenistánu a ministrem zahraničních věcí Raşitem Meredowem, aby projednali vztahy a projekty v oblastech ropy, plynu a železniční infrastruktury. | 14.–15. ledna 2022            |         |
| 7  | Norsko       | Oslo      | Vedl schůzku delegace s vůdci afghánské občanské společnosti, včetně žen, a diplomaty ze Spojených států amerických, Evropské unie, Spojeného království, Francie, Itálie, Norska a Organizace spojených národů. Diskutovalo se o humanitární pomoci, právech žen a větší inkluzivitě dočasné vlády Tálibánu. | 22.–25. ledna 2022            |         |
| 8  | Katar        | Dauhá     | Setkal se s vůdci Rady pro spolupráci arabských států v Zálivu, aby projednal pomoc Afghánistánu. | 14.–18. února 2022            |         |
| 9  | Turecko      | Antalya   | Vystoupil na Fóru diplomacie v Antalyi a měl třístranné jednání s katarským ministrem zahraničí Mohammedem bin Abdulrahmánem Ál Thání a zvláštním vyslancem USA pro Afghánistán Thomasem Westem. Také se setkal s tureckým ministrem zahraničí Mevlutem Cavusogluem. | 9.–13. března 2022            |         |
| 10 | Čína         | Tchun-si  | Setkal se s ministry zahraničí Ruska, Íránu, Pákistánu, Číny, Tádžikistánu, Turkmenistánu a Uzbekistánu. Diskutovalo se o uprchlících, hospodářské činnosti, lidských právech v Afghánistánu a závazcích Tálibánu v boji proti terorismu. | 31. března 2022               |         |
| 11 | Katar        | Dauhá     | Setkal se se zvláštním vyslancem USA pro Afghánistán Tomem Westem, aby projednal vztahy a politickou situaci v Afghánistánu. Setkal se také s britským chargé d'affaires Hugo Shorterem a diskutoval o humanitární pomoci, vzdělávání dívek a zvýšené inkluzivitě vlády Tálibánu. | 29. června – 1. července 2022 |         |
| 12 | Uzbekistán   | Taškent   | Zúčastnil se zasedání Rady ministrů zahraničních věcí Šanghajské organizace pro spolupráci. Okrajově se setkal s čínským ministrem zahraničí Wang Imem. | 24.–28. července 2022         |         |
| 14 | Pákistán     | Islámábád | Setkal se s pákistánským ministrem zahraničí Bilawalem Bhutto Zardarim. Zúčastnil se pátého třístranného dialogu ministrů zahraničí Číny, Pákistánu a Afghánistánu. | 5. května 2023                |         |